# Finotia maxima
Finotia maxima är en insektsart som beskrevs av Jannone 1938. Finotia maxima ingår i släktet Finotia och familjen Pamphagidae. Inga underarter finns listade i Catalogue of Life.